# Vaso

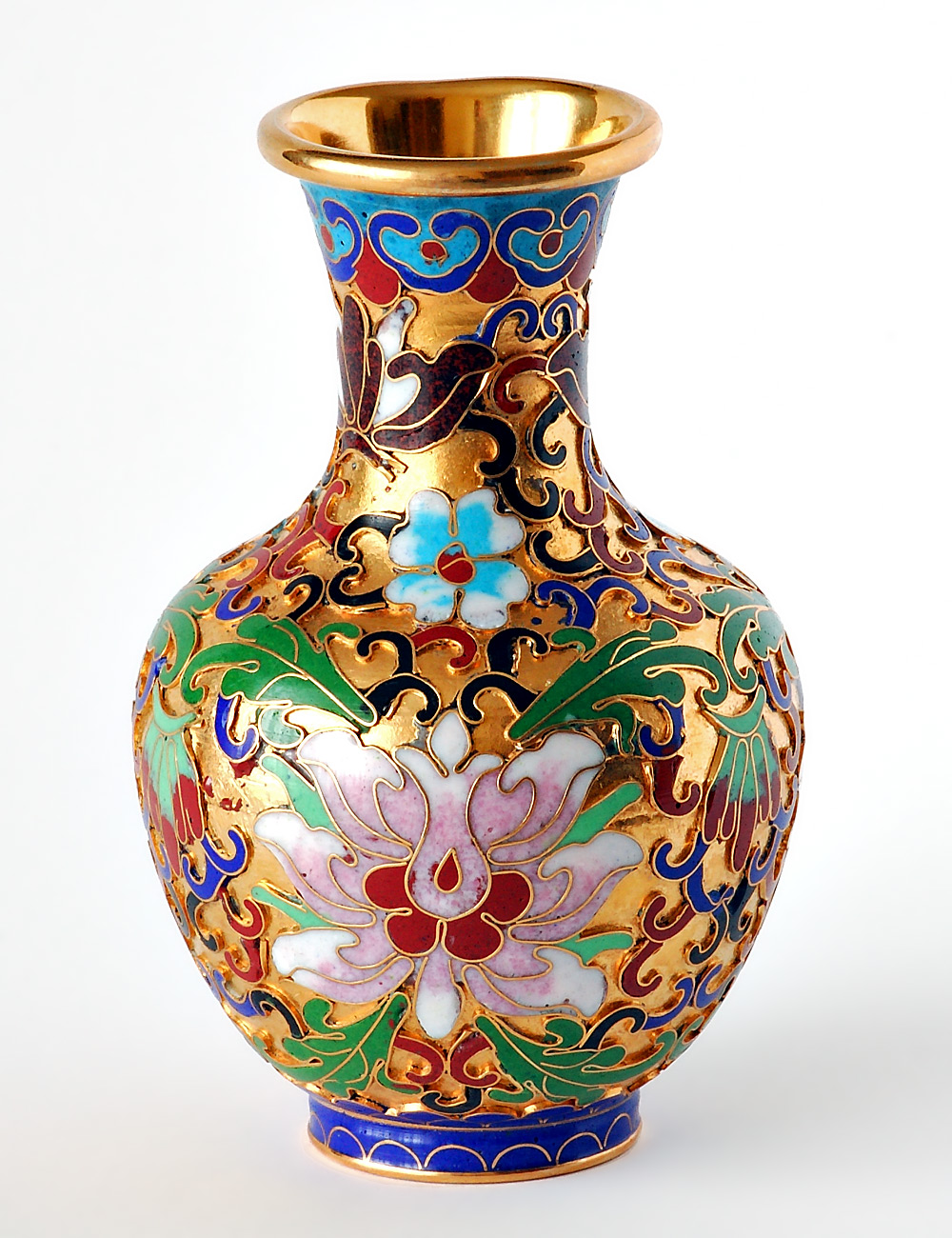
Vaso chinês.

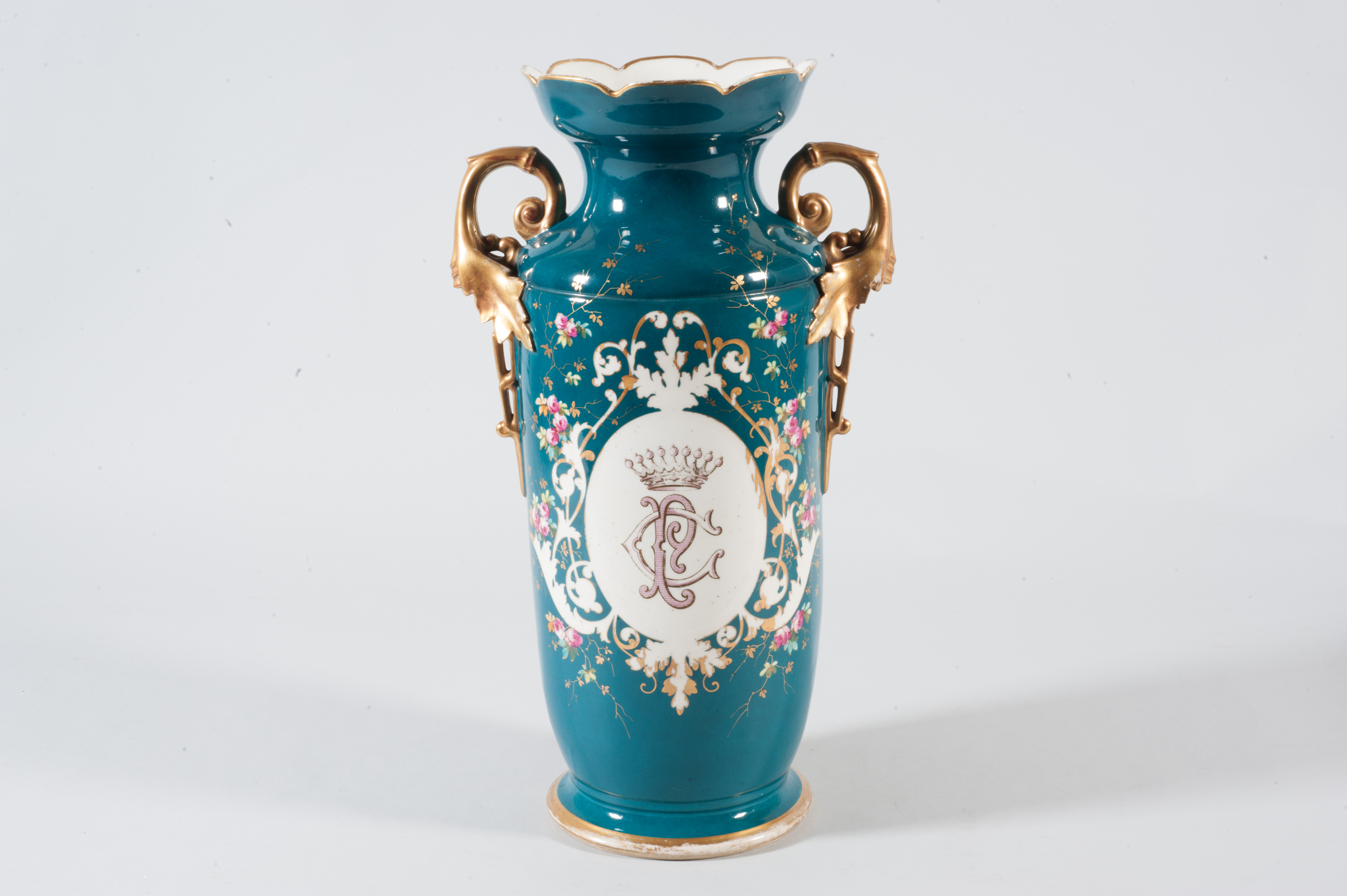
Vaso de porcelana, parte do acervo do Museu Paulista.

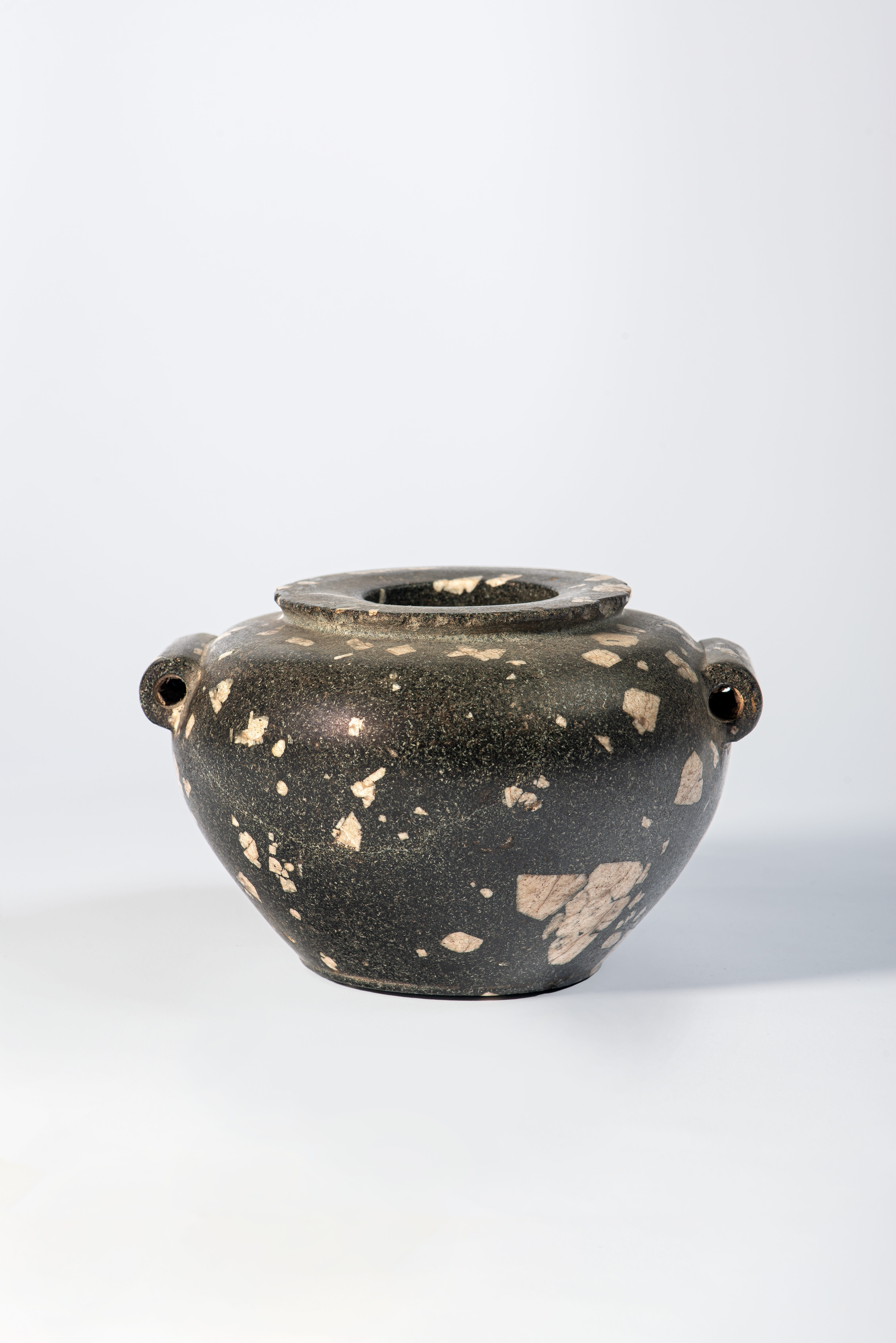
Vaso globular com a boca baixa e larga da Coleção Egípcia da Casa Museu Eva Klabin.

Vaso ou jarra é uma peça em forma de jarro que é utilizado para decorar salas, recepções, corredores ou ainda para decorar espaços abertos, como escadas ou jardins. Sua função é meramente ornamental, sendo utilizado para armazenar flores.
Vasos, assim como as urnas decorativas, foram conhecidos e usados pelos gregos. Entretanto, são introduzidos como artigos de decoração nos salões da época moderna no início do século XVII, quando eram fabricados de mármore, bronze, prata, porcelana e louça (principalmente os vasos chineses).
O nome é também usado para designar um recipiente, normalmente de cerâmica ou plástico que se enche de terra para cultivar plantas ornamentais.